# یوهان نپوموک دیوید
یوهان نپوموک دیوید (انگلیسی: Johann Nepomuk David; ۳۰ نوامبر ۱۸۹۵ – ۲۲ دسامبر ۱۹۷۷) آهنگساز، مربی موسیقی، و استاد دانشگاه اهل اتریش بود.